# キャンプ (日本プロサッカーリーグ)
日本プロサッカーリーグ（Jリーグ）におけるキャンプとは、各クラブがシーズン開幕前やシーズンの中断期間などに、ホームタウンを離れて宿営してトレーニングを行うことである。

## 概要
キャンプは、トレーニングに適した環境の確保や共同生活によるチームの団結を目的として行われるものであり、Jリーグクラブであれば殆どのクラブがキャンプを行っている。
時期としてはオフ明けからリーグ開幕前に当たる1月下旬から3月上旬、期間はクラブによって違いはあるが概ね2週間から4週間程度であり、寒冷又は積雪によってホームタウンでの練習が困難な地域のクラブは長期のキャンプを行う傾向がある。
また後述の理由から、日本代表編成によるリーグ戦の中断期間中にも短期のキャンプを行うケースや、財政的な問題からキャンプを行わないケースも珍しくない。

## キャンプ地
キャンプ地選びに関して考慮されるのは概ね以下の様な事柄であり、これらの条件を高いレベルで満たした地域及び施設に各クラブが集中する。
- トレーニング環境の充実
  - 占有して使える（利用時間に制約の少ない）グラウンド
  - グラウンドコンディションの良さ
  - トレーニングジム・プール等の充実
- 温暖で安定した気候
- 練習試合の組み易さ
- トレーニング施設と宿泊施設の近さ
- 移動・宿泊コストの安さ

しかしこれらの条件の重要性は時期によって変わってくる。例えばオフ明けのすぐ後であればトレーニング内容は選手個々の肉体的なトレーニングの占める割合が高い為に怪我をしにくい温暖さが重要であり、開幕が近付きトレーニング内容がチーム戦術にシフトするにしたがって練習試合の組み易さの重要性が高まってくる。この為キャンプ地を2箇所以上確保してキャンプを行う事も珍しくない。例えば、「気候の温暖な地域で1次キャンプを行い、その後に、多くのクラブがキャンプに集まっていて練習試合の組み易い地域へ移動して2次キャンプを行う」といった具合である。

### 国内キャンプ地
日本国内でキャンプの行われるのは、比較的温暖で降雨・降雪の少ない太平洋に面した地域である。
ほとんどのクラブが宮崎県・鹿児島県の南九州で行っている。近年は気候や対戦相手の組みやすさから、Kリーグや中国超級の東アジアクラブも同地へキャンプに訪れる。
その他の代表的なキャンプ地として、大分県・長崎県などの北部九州、高知県などの南四国、J-STEPなどキャンプ施設が整っている静岡県、あるいは千葉県が挙げられる。沖縄県は当初施設面の問題からその温暖な気候に反してキャンプを行うクラブは少なかったが、2010年代に入り県とFC琉球による「沖縄県スポーツ・ツーリズム推進事業」の一環として積極的に招致している。
かつて水戸ホーリーホックは水戸市の北にある福島県いわき市のスパリゾートハワイアンズでキャンプを行っていた。いわき市は東北地方ではあるものの太平洋に面しているため雪があまり降らず、また2月の平均気温も水戸市と殆ど変わらないため支障はない。

### 海外キャンプ地
海外では、日本企業が開発したことに加えコストの安さも手伝ってアメリカ合衆国のグアム島に集中する。オーストラリアで行うクラブもある。
特徴のあるキャンプ地としては、ジェフユナイテッド市原・千葉とサンフレッチェ広島がトルコのアンタルヤで行っていたことがある。理由は、温暖な気候のため東欧から数多くのチームがそこでキャンプを張っており、練習試合が組みやすいと当時ジェフ千葉監督であるイビチャ・オシムが希望したため。広島監督でありオシムと師弟関係であるミハイロ・ペトロヴィッチもこれに追随した。

## キャンプを行わない事例
ほとんどのクラブが本拠地を離れてキャンプを行うが、中には財政的問題を理由にキャンプを行わないクラブもある。
経営危機問題に直面していたヴァンフォーレ甲府は、2000年までキャンプを行わず山梨県内で調整を行いシーズンに備えていた。ロアッソ熊本はキャンプを行わないが、上記の通り熊本県に隣接する宮崎県と鹿児島県でキャンプを行うクラブが多く、容易に練習試合を組むことができるため、Jリーグ参加初年度の費用削減も兼ねて熊本での練習のみに留めている。大分トリニータやヴィッセル神戸は、2010年世界的な経済情勢の悪化からクラブ財政を圧迫したこともあり、それぞれのホームタウンである大分や神戸でキャンプを行った。

## シーズン中のキャンプ
シーズン中のリーグ戦の中断期間に短期（数日から一週間程度）のキャンプを行う事もある。しかしシーズン前のそれとはトレーニング内容・季節（気温）・期間等の違いからその形態も異なってくる。シーズン前のキャンプの様に暖かさや試合相手を求めて遠出する事はまず無く、ホームタウンの近隣府県か北海道や東北地方などの涼しい地域へ行って行うのが一般的である。尚この時期のキャンプは行わないクラブが多く、そもそも中断期間が無いJ2に参加しているクラブはこのようなキャンプを行う事はない。